# Marco Argentario
Marco Argentario (seconda metà I sec. a.C. – prima del 40 d.C.?) è stato un poeta e retore romano.

## Biografia
Vissuto al tempo di Ottaviano Augusto, Argentario è citato e ricordato da Seneca il Vecchio come discepolo del retore greco Lucio Cestio Pio: poiché Cestio Pio era di Smirne e Seneca ricorda chiaramente che Argentario fosse oratore asiano, si potrebbe pensare che egli fosse proprio di Smirne. Altre ipotesi lo fanno nativo della Betica, visto che il cognome Argentarius è ben documentato dalle epigrafi di questa regione iberica. Tra l'altro, pur avendo studiato ed essendosi formato in ambito greco, Argentario declamava in latino.
 
Inoltre, sembrerebbe che Argentario fosse nonno di Argentaria Polla, moglie del poeta Marco Anneo Lucano: il legame con la famiglia di Seneca risalirebbe, dunque, almeno al nonno di Lucano, con il quale sarebbe stato combinato il matrimonio tra i nipoti dei due, mostrando, dunque, perché Seneca citi tanto le declamazioni di Argentario. Si tratta, comunque, di ipotesi.

## Opere
Come detto, Argentario risulta citato, quale retore, da Seneca il Vecchio, che ci tramanda alcuni frammenti delle sue declamazioni, sostenendo, altresì, che questo retore avesse implementato l'eloquenza di tipo asiano.

Di Marco Argentario come poeta restano maggiori testimonianze: nella ben nota Antologia Palatina, infatti, sono tramandati 37 epigrammi, perlopiù dedicatori e descrittivi. Non mancano, tuttavia, epigrammi sepolcrali ed erotici. Essi erano compresi nella Corona di Filippo di Tessalonica, composta intorno agli anni Quaranta del I secolo d.C., sicché appare che Argentario fosse contemporaneo, poco più giovane, di Meleagro di Gadara.
 
Molto spesso, specie nell'epigramma erotico, Argentario mostra discrete doti di variatio e di invenzione di calembours linguistici: ad esempio, in AP V 32 il poeta scherza sul nome dell'amante Melissa ("ape"), dicendo che dell'ape essa possiede il miele e il pungiglione, mentre tipicamente retorico è il paradosso secondo il quale, essendo tutti capaci di amare una donna bella, risulta vero amatore chi possiede una donna brutta.